# Путилівський ліс
Путилівський ліс — урочище та парк у Київському районі Донецька. Основу лісу складає вікова байрачна діброва — єдиний природний лісовий масив в межах міста Донецька, масиви дуба чергуються із заростями ільмових, кленів та ясенів.
80 гектарів путилівських гаїв закріплено за Кіровським лісництвом.  За оцінками співробітників Донецького ботанічного саду у Путилівському лісі знаходиться 150–200 вікових дерев. Середній вік найстаріших з них — 130–180 років, але окремі екземпляри можуть бути старшими. Зокрема, дуб черешковий і ясен звичайний. Вік окремих екземплярів таких видів як  клен польовий та тополя чорна може наближатися до столітнього рубежу.
Посеред лісу розташовано 3 водойми — Новий, Середній та Шахтний ставки. У Путилівському лісі бере початок Балка Водянська.
Починаючи з другої половини XVIII століття землі навколо урочища «Путилівський ліс» перебували у активному господарюванні. 1779 року неподалік урочища поручник Євдоким Шидловський заснував село Олександрівка-Шидлівка. Відомо, що на момент заснування села у цій місцевості вже проживало 14 чоловіків і 9 жінок. Південніше та південно-східніше урочища знаходилися кам'яно-вугільні рудники, степові ділянки навколо лісу були відведені під випас, а в самому лісі в той період знаходився будинок лісника.
У 1960-1970-ті роки у Путилівському лісі неподалік від палацу культури імені Калініна був облаштований парк атракціонів, а ставки стали одним із улюблених місць відпочинку донеччан.